# كلية فاطمة للعلوم الصحية
تقع كلية فاطمة للعلوم الصحية  بدولة الإمارات العربية المتحدة.

شعار كلية فاطمة للعلوم الصحيّة

تأسست الكلية في عام 2006 وهي تهدف إلى مجاراة الطلب المستمر للمختصين المهرة في مجال الرعاية الصحية.
تقدم الكلية حاليا درجة البكالوريوس للبنات في خمسة تخصصات صحية، وهي حاصلة على اعتراف وزارة التعليم العالي والبحث العلمي محليا، وعلى اعتراف جامعة غريفيث  جامعة جريفيث في التمريض، وجامعة موناش  جامعة موناش من أستراليا. كما تقدم الكلية دبلوم وماجستير التعليم السكري والعناية السريرية وماجستير التمريض الكلوي.

## البرامج
تقدم كلية فاطمة للعلوم الصحية درجة البكالوريوس في خمسة برامج، هي التمريض، الصيدلة، العلاج الطبيعي، التصوير الشعاعي والتصوير الطبي، والطوارئ الصحية (الإسعاف).

### تمريض Nursing
تتخرج الممرضات بدرجة البكالوريوس في التمريض الكلي والممارسة التمريضية للمرضى وأسرهم. مهن التمريض المعاصرة تقدم فرصاً كبيرة للمساهمة في صحة وسلامة المجتمع.

### الصيدلية Pharmacy
الصيادلة هم المهنيون المتخصصون في الرعاية الصحية الذين يمارسون علم الصيدلة، التي هي مجال العلوم الصحية المتعلقة بتأثير الأدوية واستخدامها الآمن.
يخضع الطلبة الصيادلة على مستوى الكلية لدراسة وفهم الآليات البيوكيميائية (الكيمياء الحيوية)، عمل الأدوية، واستخداماتها والأدوار العلاجية، والآثار الجانبية والتفاعلات المحتملة، ورصد العوامل المتغيرة. ويلعب الصيادلة دورا رئيسيا في توفير العلاج الدوائي الآمن والفعال، ويقدموا التفسيرات المهنية المتخصصة إلى المرضى والأطباء والعاملين الآخرين في مجال الخدمات الصحية.

### العلاج الطبيعي Physiotherapy
العلاج الطبيعي هي مهنة رعاية صحية. ويُعنَى العلاج الطبيعي بتحديد جودة الحياة و إمكانية الحركة للمريض مع العمل على زيادتهما إلى الحد الأقصى الممكن وذلك في إطار الحركة ضمن مجالات التوعية والوقاية والتشخيص والعلاج والتدخل، وإعادة التأهيل. وهذا يشمل الصحة البدنية والنفسية والعاطفية والاجتماعية.

### التصوير الشعاعي والتصوير الطبي Radiography & Medical Imaging

فحص ورسم الأشعة المقطعية

إن فنّي الأشعة أو تقني الأشعة ، المعروف أيضا باسم أخصائى التصوير الطبي (MIS)، يقوم بتصوير جسم الإنسان لتشخيص المشاكل طبية. يعمل تقنيو الأشعة في المستشفيات والعيادات، والقطاع الخاص. والعديد من الخريجين يمارسون مهنة التصوير الشعاعي العام والتصوير المقطعي، كما توجد فرص للتخصص في الموجات فوق الصوتية، والتصوير بالرنين المغناطيسي، والتصوير الشعاعي للثدي، وفي الصناعة كمتخصصين في التطبيقات الطبية.

### الطوارئ الصحية (الإسعاف) Health Emergency
المسعفون هم جزء لا يتجزأ من نظام الرعاية الصحية. وهم يوفرون الرعاية الصحية غير المخطط لها مسبقا للأفراد الذين يُعانون من حالات طوارئ صحية. يستهل المسعفون الرعاية للمرضى ويحددون الإحالة المناسبة لهم لتمكين احتياجات الرعاية المستمرة. وعلى المسعف أيضا العمل مع خدمات الطوارئ الأخرى للاستجابة لحوادث الإصابات الجماعية في العديد من الحالات.

## الدراسات العليا بالكلية

### دبلوم الدراسات العليا وماجستير التعليم السكري والعناية السريرية
يتأهل الحاصل على الماجستير للتقدم إلى امتحان لنيل شهادة مُعلم مرض السكري CDE Certified Diabetes Educator بالولايات المتحدة الأمريكية وكندا.

### ماجستير التمريض الكلوي
يُمنح الحاصل على ماجستير التمريض الكلوي شهادة مزدوجة، من كل من جامعة دي مونتفورت  De Montfort University بالمملكة المتحدة، ومن كلية فاطمة للعلوم الصحية.

## مرافق الكلية
تم تجهيز الفصول الدراسية بالكلية بمرافق بنيت لعدة أغراض، منها مختبرات المحاكاة والمختبرات الأخرى والمكتبات حيث جُهزت تجهيزا كاملا مع أحدث التكنولوجيا والمعدات. كذلك التقنيات اللاسلكية والتعلم عبر الإنترنت، المؤتمرات عن طريق الفيديو، ومختبرات الحاسوب، واللوحات الذكية والإنترنت ليست سوى بعض من التقنيات الموجودة والمستخدمة لتعزيز تعلم الطلبة.
المكتبات المعاصرة بالكلية تقدم للطلاب مجموعة واسعة من المواد البحثية والموارد الأخرى لتكمل التدريس في الفصول الدراسية. وقد بُنيت صالات رياضية داخلية ومرافق ترفيهية أخرى لإثراء التجربة الاجتماعية لطلبة الكلية من خلال مجموعة من الأنشطة اللامنهجية بنيت لهذا الغرض.

### استخدام التقنيات واللاسلكية في الحرم الجامعي
توفر كلية فاطمة للعلوم الصحية فرص الحصول على أحدث التقنيات للطلبة، فكل أنحاء الحرم الجامعي والفصول الدراسية توفر بيئة لاسلكية عالية السرعة لتوفر للطلاب والموظفين المرونة للوصول إلى الإنترنت والبريد الإلكتروني وتطبيقات الشبكة الأخرى دون تقيّد بكابلات أو أسلاك. ويسمح للطلاب أيضا بجلب الأجهزة المحمولة الخاصة بهم ليتم تسجيلها لشبكة الحرم الجامعي للإستخدام الحر لموارد الإنترنت.
تتّبع الكلية «سياسة الاستخدام المقبول للتكنولوجيا» لكى تشارك في بيئة التعلم التي تحترم ثقافة وتقاليد دولة الإمارات العربية المتحدة، حيث أن خرق «سياسة الاستخدام المقبول للتكنولوجيا» قد يخضع لإجراءات تأديبية تتراوح بين تعليق الكمبيوتر وشبكة الامتياز أو الإيقاف أو الطرد من الكلية.

### الكافيتريات
كل حرم جامعي يقدم كافتيريا للوجبات الكاملة للطلبة بالإضافة لوجبات خفيفة خلال اليوم. وتبذل الكلية جهدا لضمان وجبات صحية ومغذية، مرضية ومعقولة. لا يجوز تناول الوجبات إلا في كافتيريا الكلية والمناطق المخصصة والفناء الخارجي المعين لذلك الغرض.
ولا يسمح للطلاب بجلب الطعام في الكلية مع استثناء بعض الظروف الخاصة إذا تم الحصول على موافقة مسبقة. يمكن للطلاب جلب كعك عيد ميلاد إذا تم الحصول على إذن مسبق من الخدمات الطلابية.
ويمنع منعا باتا الطعام والشراب داخل الفصول الدراسية وقاعات الصلاة والمكتبات والمختبرات.

## حرم الجامعة
للجامعة أربعة أفرع في دولة الإمارات العربية المتحدة:
1. فرع مدينة أبوظبي.
2. فرع مدينة العين.
3. فرع مدينة عجمان.
4. فرع المنطقة الغربية بمدينة زايد.